# 電人ファウスト
『電人ファウスト』（でんじんファウスト）は上山徹郎による漫画作品。

## 概要
『月刊コロコロコミック』（小学館）にて、1994年8月号から1995年3月号まで全8話連載された。単行本は1995年、てんとう虫コミックスで全2巻が刊行された。
ハードボイルドな雰囲気やサイバーパンクな設定が子供向けとは言い難い作風であったためか、多くの伏線が消化されないまま打ち切りとなってしまった。コミックスは一度絶版となるが、2000年にてんとう虫コミックススペシャルで全1巻の新装版が発売された。
2017年にはMANGATRIX（マンガトリックス）より「プレミアム版」と「スタンダード版」の2種で復刊された。

## あらすじ
ある日、暁光寺留詩葉は突如街中でロボットにその身を狙われる。その時、留詩葉を助け出したのは「ファウスト」と名乗るロボットだった。ファウストから謎のロボットの来襲を告げられた留詩葉は、彼と共に逃亡の旅に出ることとなる。

## 登場人物

### 主人公
暁光寺留詩葉（ぎょうこうじ るしは）
9体のロボットに狙われる事になる少女で、ファウストのマスターとなる。突如自分を襲った状況に最初は戸惑うばかりだったが、父親である暁光寺三太を救うためにファウストとともに闘う決意を徐々に固めていく。ゲームが得意らしく物語開始当初アキバの家電量販店で新作ゲームを軽々とクリアしていた。名前の由来はルシファーと思われる。
ファウスト
暁光寺三太から留詩葉を守るために送り込まれた戦闘ロボット。戦闘ロボットに本来不要なはずのRBインターフェイス（顔に表情をつけるシステム）が搭載されており、言動もどことなく人間臭い。少々ぶっきらぼうだが優しい一面も持ち合わせており、留詩葉を守るという使命に対して全力を尽くす。
ガデリエル
ファウストのアタッチメント。拳銃型のリニアガンであり、ファウストの意思に応じて初速を自由に変化させる。更に特殊な電磁波によって弾丸を超高温のプラズマと化す「パニッシャー」を発射可能。ファウストの必殺技とも言える攻撃だが、3秒間のパワー充填が必要且つ消耗が激しく連射が不可能という欠点もある。
アシエル
ファウストのアタッチメント。オートバイ型の機動ユニットである。アメリカンバイク型の「長距離モード」、ネイキッド型の「高速モード」が存在する。単行本巻末の設定資料によると、水上モードも構想にあった。

### 敵のロボット
エンジェル
暁光寺三太によって作られた少女の姿をしたロボット。「限りなく人間に近い人工頭脳」というコンセプトで開発されたためか、留詩葉の肉体を手に入れて人間になることを望んでいる。そのためにRR社の機能を掌握して同社のロボット9体のマスターとなり、彼らを留詩葉の元に差し向ける。三太のことを「パパ」と呼んで慕っており、娘のように振る舞うがゆえに三太の実の娘である留詩葉を妬んでいる面がある。

#### 使徒
最大手ロボットメーカー「RR（レインディア・ロボティクス）社」によって作られた9体のロボット。エンジェルの命令で留詩葉を手に入れるべく行動する。名前の由来はサンタクロースのトナカイと思われる。
ルドルフ
肉弾戦特化の戦闘ロボット。最初に留詩葉のもとに現れたロボットで、彼女を攫おうとするがファウストの妨害に遭いそのまま戦闘することになる。「パンクラチウム」製の筋繊維によって俊敏な動作とパワーを持ち、あらゆる格闘技を操る。
ダッシャー
空中浮遊式の戦闘ロボット。平たいミサイルのような形をしている。強固な特殊鋼「レイヴニウム」で形成され、高速移動による突撃を主体とする。ダッシャー曰く「頭脳を持った弾丸」。
ダンサー
カニのような姿をした戦闘ロボット。対人用機銃やロケット砲を搭載した小型の自律型戦車であり、乗り物として人が座るスペースもある。エンジェルからは礼を尽くすようにと命令を受けているため、ダッシャー戦後に突然現れ留詩葉を捕獲するも彼女に対しては敬意を持った態度で接し、自分たちの素性と目的を明かした。
キューピッド
空中浮遊式の情報収集用ロボット。電波通信に関するあらゆる機能と優れたステルス性を持つが武装は持たない。
ドナー
電気を操る戦闘ロボット。キューピッド、ブリッツとともにファウストと留詩葉を急襲する。電子が乱れ飛ぶ空間を作り出して電子機器の機能を狂わせる「超電磁領域（メタトロンゾーン）」。雷を発射する「天流星（サードトランペット）」、電の壁を作る「天障壁（フォーストランペット）」、稲妻を落とす「天雷撃（フィフストランペット）」などの技を操る。
なお、技の数々は大量に電気を消費するため、キューピッドが街中一帯を停電にするほどの電気を集めて援護している。
ブリッツ
髑髏を模した意匠が特徴の戦闘ロボット。口内からリニアガンを放つ「アントゥルーズ」が主な攻撃。ある理由からドナーの超電磁領域の中でも自由に活動でき、動きを封じられたファウストを追い詰める。「気分の問題」としてわざわざコートを着たり、酔っ払いが落とした吹き戻しを拾って自分で吹いたりなど、どこかユーモアな行動を取ったりもする。
コメット
人間型の修理用ロボットで、見た目はコートを着た長髪の女性。ドクターロボットなので戦闘能力はなく、自在に動く髪毛状のマニピュレーター等を駆使して緻密な修復作業を行う。設定として、修理機能は全部収められたので人間型を採用している。
ビクスン
人間型の戦闘ロボットで、見た目はパンク風ファッションの女性。磁気によって変幻自在に稼動する形状記憶合金繊維製の羽根型武装「シルバーテイル」を操る。その攻撃は強力でファウストをあと一歩のところまで追い詰めるも小野寺みつ子が突如戦闘に乱入し、エンジェルから無用な殺人は避けるよう命令を受けていたために攻撃を中止させる。
設定として、ビクスンのコンセプトはシルバーテイルであり、ロボットの主な役目はシルバーテイルにエネルギーを供給する事なので、それだけなら人間型でも問題無いとしてそちらを採用している。
プランサー
犬型の戦闘ロボット。エンジェルの命令で山荘から脱走しようとした三太を阻止する番犬の役割を担っている。設定として、EMF（電磁牙）を装備している。

### その他
暁光寺三太（ぎょうこうじ さんた）
留詩葉の父で、人工知能工学の第一人者。現在はエンジェルによって山荘に軟禁されている。留詩葉を守るべく、エンジェルがロボットを仕向けたように自身もファウストを送り込む。
小野寺みつ子（おのでら みつこ）
寺の墓地でファウストと知り合う女性で、夫を飛行機事故で亡くしている。突如現れたビクスンの猛攻からファウストを救うため自らの身を盾にして守る。その後シルバーテイルの攻撃を受けて倒れてしまい、さらに激化する戦闘に巻き込まれていく。

## 単行本
小学館版
- 〈てんとう虫コミックス〉（全2巻）
  - 1巻 1995年3月、ISBN 4-09-142321-3
    - 1話〜5話「激突! 鋼の闘士の巻」「超音速の刺客の巻」「追走戦線の巻」「天使の願いの巻」「死を呼ぶ雷鳴の巻」を収録。

  - 2巻 1995年5月、ISBN 4-09-142322-1
    - 6話〜8話「闇を裂く光の巻」「想い出の人の巻」「再会、そして決別の巻」を収録。ほかに、短編「機動剣士ガンボーグVZ」、「旋風剣鋼丸」を併録。
- 〈てんとう虫コミックススペシャル〉（A5判、全1巻）
  - 2000年11月、ISBN 4-09-149315-7
    - 全8話を収録。（2巻に併録されていた「機動剣士ガンボーグVZ」と「旋風剣鋼丸」は収録されていない）

MANGATRIX（マンガトリックス）版
- プレミアム版 : ハードカバー、2017年11月、ISBN 978-4-909185-00-6
- スタンダード版 : ソフトカバー、2017年11月、ISBN 978-4-909185-01-3
  - 全8話を収録。連載誌『月刊コロコロコミック』（A5判）よりも大きいB5サイズ。カバーイラストは新たに描き下ろされた。